# Чернушка медуза
Чернушка Медуза или Чернушка медуза (лат. Erebia medusa) — дневная бабочка из семейства бархатниц, вид рода Erebia.

## Этимология латинского названия
Медуза Горгона — единственная смертная из трёх сестёр Горгон — крылатых женщин-чудовищ со змеями вместо волос, которой Персей отсек голову.

## Описание
Длина переднего крыла 18—24 мм. Усики булавовидные, примерно равны половине длины костального края переднего крыла, снизу белесоватого цвета. Крылья самца сверху тёмные, буро-коричневого цвета. Однообразно окрашенные, имеют рисунок из чёрных, центрированных белым, глазчатых пятен, заключённых в красно-коричневые кольца. Два глазка, находящихся у вершины переднего крыла, крупнее остальных и имеют общую красно-коричневую оторочку. Впереди от них может иметься мелкое дополнительное глазчатое пятнышко. Заднее крыло несёт на себе 3—4 глазчатых пятна. Снизу окраска крыльев и рисунок такие же. Бахромка крыльев тёмно-коричневая, одноцветная. Окраска и рисунок на крыльях самки аналогичны таковым у самца, однако оторочка глазчатых пятен у неё шире, светлее, характеризуется желтоватым оттенком.

## Ареал и местообитание
Центральная, Южная и Восточная Европа, Кавказ и Закавказье, Малая Азия, юг Сибири, Северный Китай, Монголия. Юг лесной зоны и лесостепь от Западной Европы до Приамурья. После Урала найдена в Западной Сибири только в Тюменском (лесопитомник у Тюмени, озеро Андреевское) и Ярковском (деревня Мазурово) районах Тюменской области. Редка на Алтае, обычнее в Хакасии и восточнее в горах Южной Сибири и Монголии:307. Отмечена в Якутии в степных и лесостепных районах (Верхоянск, реки Витим, Вилюй и Олёкма), на верхнем Амуре, в горах Тукурингра. В Маньчжурии встречается в районе Большого Хингана и провинции Жэхэ. Вид обычен в степной Монголии, а для Китая указан для провинции Шэньси на больших высотах гор Ва-Тай-Шань (3200 м над уровнем моря).
Распространение в Восточной Европе номинативного подвида — Карпаты, бассейн Дуная и пояс широколиственных лесов равнинной Восточной Европы. Также встречается в Центральной и Южной Польше, в Словакии, Северной Венгрии и Румынии. На северо-западе региона известен по ряду находок только из Беловежской пущи в Беларуси и ряда мест на северо-западе Украины (Прикарпатье и в окрестностях Бердичева). В странах Балтии найден только в Латвии, в окрестностях Риги. В Центральной России в последние годы достоверных находок нет.
Населяет смешанные и широколиственные леса. Встречается в парках, на полянах, обочинах лесных дорог, склонах балок и оврагов. В Днестровском каньоне максимальная численность вида зафиксирована на участках луговых степей у края речного каньона. В Украинских Карпатах поднимается на высоты до 165 м над ур. м. На Кавказе населяет луговые и лесостепные участки, лесные поляны в смешанных лесах, травянистые склоны в горах, среди разнотравья в межгорных котловинах.

## Биология
Развивается в одном поколении. Лёт имаго — с начала мая по август, в зависимости от широты и микроклиматических особенностей местности.
Бабочки замечены на цветках астры альпийской, клевера, тимьяна.

## Развитие
Самка откладывает одиночные яйца низко у основания кормовых растений. Яйца бочковидные, ребристые, водянисто-белые в красно-коричневых крапинках, сгруппированных в отдельные пятна.
Гусеница светло-зелёная, к концу суженная, линия вдоль спины тёмная в белом окаймлении, сбоку по бледно-жёлтой линии, под дыхальцами белая полоска. Голова светло-зелёная или коричневая с двумя чёрными пятнами. Взрослая после зимовки до 40 мм длиной. На широтах Беларуси гусеницы зимуют дважды.
Кормовые растения гусеницы: коротконожка, кострец прямой, костер, росичка кроваво-красная, овсяница овечья, овсяница красная, овсяница, бор развесистый, бор, просо, щетинник..
Куколка светло-зелёная. Окукливаются в подстилке или в пазухах листьев, весной в рыхлой паутине. Стадия куколки длится до 4 недель.

## Охрана
Бабочка внесена в Красную книгу Тюменской, Курганской областей, как сокращающийся вид. Вид совершенно исчез на территории Беларуси.
В Красной книге Международного союза охраны природы (МСОП) вид имеет 3 категорию охраны (VU — уязвимый таксон, находящиеся под угрозой исчезновения в перспективе, в силу морфофизиологических и/или поведенческих особенностей, делающих их уязвимыми при любых, даже незначительных, изменениях окружающей среды).
Включён в «Красную книгу Европейских дневных бабочек» с категорией SPEC3 — вид, обитающий как в Европе, так и за её пределами, но находящийся на территории Европы под угрозой исчезновения.
Популяции Латвии и Беларуси находятся под угрозой исчезновения, а для северной Украины известны лишь находки в начале XX века и в настоящее время вид там, видимо, вымер.